# Eugène Millet

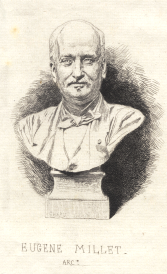
Eugène Millet

Eugène Millet (* 21. Mai 1819 in Paris; † 20. Februar 1879 in Cannes) war ein französischer Architekt. Auf ihn gehen die Restaurierungsanfänge von Château de Saint-Germain-en-Laye zurück, das seit 1976 das Musée d’Archéologie Nationale (Museum für nationale Archäologie) beherbergt.
Er war Schüler und enger Mitarbeiter von Viollet-le-Duc und ab 1848 im Zuge der Säkularisation mit der Abwicklung von kirchlichen Besitztümern Generalinspektor für Diözesangebäude.
1855 wurde er als Architekt mit den Umbauten von Schloss Saint-Germain-en-Laye beauftragt, dass sich in sehr schlechtem baulichen Zustand befand. In den beiden Jahrzehnten zuvor war es Kriegsministerium und Kavallerieschule, dann Strafanstalt gewesen. Nach einer ersten Säuberung – insbesondere der Entfernung nachträglicher, nicht zur Bausubstanz gehörender Einbauten – verlangte Napoleon III. die vollständige Restaurierung im Stil Franz I. und Umwandlung in ein Museum. Dank zahlreicher Zeichnungen konnten die Arbeiten auch nach seinem Tod fortgesetzt und bis 1906 vollendet werden.
Eugène Millet entwarf für die Manufaktur Vieillard in Bordeaux das Dekor für ein Tafelservice in einem japanischen Stil, der von Hokusai inspiriert war. Dieses spiegelt die Begeisterung für Japan nach der Öffnung des Landes wider. Teile des Service und die von Millet ausgeführten Dekorationsentwürfe werden im Musée du Petit Palais in Paris und im Musée des Arts décoratifs et du Design in Bordeaux aufbewahrt.
Sein Grab befindet sich auf dem Alten Friedhof von Saint-Germain-en-Laye.